# Communauté de Sainte-Marie-la-Vierge
La Communauté de Sainte-Marie-la-Vierge (en anglais Community of St Mary the Virgin) (CSMV), est un ordre religieux anglican basé à Wantage dans le comté d'Oxfordshire, en Angleterre. Fondée en 1848 par le vicaire de Wantage, le révérend William John Butler, elle est l'une des plus anciennes communautés religieuses subsistante de l'Église d'Angleterre.

## Histoire
Au milieu du XIXe siècle, un renouveau spirituel connu sous le nom de mouvement d'Oxford a commencé dans l'Église d'Angleterre. Les personnes concernées sont devenues des Anglo-Catholiques, dont le but était de rappeler l'Église d'Angleterre à ses origines et de restaurer le respect et la beauté dans l'adoration. Le mouvement Oxford a donné naissance aux premières communautés religieuses depuis la Dissolution des Monastères par Henri VIII d'Angleterre parmi lesquelles la Communauté de Sainte Marie Vierge fut l'une des premières.
La communauté a été fondée par William John Butler, vicaire de Wantage. Lui et Mère Harriet, la première supérieure, ont laissé leur empreinte dans la communauté. Dès le début, l'accent a été mis sur la simplicité de vie.
Depuis ses petits débuts, la communauté s'est développée au fil des ans, avec de nombreux ministères actifs dans les écoles, les maisons de mission et les foyers pour personnes âgées, mères et bébés. D'autres ministères impliquaient des personnes ayant des difficultés d'apprentissage, des jeunes délinquants et la réadaptation des personnes souffrant d'alcoolisme ou de toxicomanie. Des succursales ont été créées ailleurs au Royaume-Uni, en Inde et en Afrique du Sud, ce qui a ouvert de nombreuses nouvelles possibilités de ministère.
Plus récemment, au fur et à mesure que les effectifs diminuaient et que l'on abandonnait les œuvres institutionnelles au profit de maisons plus petites et de ministères plus individuels, la communauté s'engageait dans la direction spirituelle et menait des retraites, aidant en tant qu'aumôniers d'hôpitaux et en tant que ministères dans les paroisses et les écoles.
Les cinq principaux Daily Offices dits ou chantés dans la chapelle du CSMV (Lauds, Terce, Sext, Vespers et Compline) ont été diffusés en direct sur Internet jusqu'au 15 décembre 2012, date à laquelle le streaming s'est terminé après Complies, dernier office de la journée.
Le 1er janvier 2013, onze des sœurs de la communauté, dont la Mère Supérieure, quittèrent le couvent de Wantage pour rejoindre ordinariat anglican Église catholique,  pour la Grande-Bretagne, l'Ordinariat personnel de Notre-Dame de Walsingham,

## William John Butler
William John Butler (1818-1894), grand prêtre anglican de l'église, fut vicaire de Wantage à partir de 1846, et plusieurs de ses commissaires devinrent des ecclésiastiques remarquables (p. ex. Henry Parry Liddon). En 1880, il est devenu un chanoine de Worcester et en 1885 doyen de Lincoln. On lui offrit l'évêché de Natal en 1864, mais il ne l'accepta pas. Il a été le fondateur de la communauté et il est resté directeur jusqu' à sa mort.

## Travail
Butler fonde St Mary's School à Wantage, Oxfordshire , en 1873. En 2007, St Mary's a été absorbée par la Heathfield School, un pensionnat anglican d'Ascot, Berkshire.
L'ordre a fondé l'école Sainte-Hélène à Abingdon en 1903. En 1938, St Helen's fusionne avec l'école de St Katharine à Wantage pour devenir l'école de St Helen et St Katharine, Abingdon.